# 안드리야 칼루제로비치
안드리야 칼루제로비치(세르보크로아트어: Aндриja Kaлуђеровић, 1987년 7월 5일~ )는 세르비아의 축구 선수로 현재 OFK 베오그라드에서 스트라이커로 활동 중이다.

## 선수 생활

### 세르비아 시절
안드리야 칼루제로비치는 세르비아 수페르리가의 OFK 베오그라드에서 축구를 시작하였으며, 초기에는 전도유망한 선수로 촉망받았다. 그러나 성인 무대에서 자리를 잡지 못하고, 임대 생활을 전전하였다. 2009년 미하일로 이바노비치 감독이 지휘봉을 잡은 이후, 칼루제로비치는 자유 계약으로 풀려났다.
2009년 칼루제로비치는 FK 라드로 이적하였으며, 45경기에 출전 21골을 기록하며 뛰어난 활약을 보였다. 그러나 2009년 UEFA U-21 축구 선수권 대회에는 참가하지 못하였다. 2010년 세르비아의 최고 명문 구단인 FK 츠르베나 즈베즈다로 이적하였으며, 첫 시즌 13골을 몰아치며 화제를 낳았다. 이는 이비차 일리에프가 가지고 있던 한 시즌 최다골 타이 기록을 세운 사건이었다.

### AFC 무대
2012년 2월 안드리야 칼루제로비치는 중국 슈퍼리그의 베이징 궈안으로 이적하며, 선수 생활 처음으로 아시아 무대를 밟았다.
2015년 1월 29일 안드리야 칼루제로비치는 오스트레일리아 A리그의 브리즈번 로어 FC로 이적하였다. 5월 30일 센트럴코스트 매리너스 FC와의 경기에서 구단에서의 첫 번째 골을 성공시켰다. 시즌 이후 새로 부임한 존 알로이시 감독의 선택 아래 구단을 떠나게 되었다.
이후 카타르의 알샤하니아 SC로 이적하였고, 그 후로는 잠시 유럽 무대로 돌아갔다. 2017년 태국의 포트 FC로 이적하며, 다시 아시아 무대를 밟았다. 2017년 4월 7일 칼루제로비치는 A리그에 참가하는 뉴질랜드 팀인 웰링턴 피닉스 FC와 1년 계약을 맺으며, 다시 오스트레일리아로 돌아오게 되었다.

## 국가대표 경력
2008년 베이징 올림픽에 참가하는 세르비아 올림픽 대표팀에 소집되었다.
2010년 4월 7일 일본과의 친선 경기에 소집되어 세르비아 축구 국가대표팀 데뷔전을 치렀다.

## 수상

### 개인

#### 츠르베나 즈베즈다
- 세르비아 수페르리가 올해의 팀 : 2010-11
- 세르비아 수페르리가 득점왕 : 2010-11

#### 잘기리스 빌뉴스
- A리가 득점왕 : 2016